# Маунт-Синай
Маунт-Синай (англ. Mount Sinai Hospital) — медицинский комплекс в Нью-Йорке. Один из старейших и крупнейших в США.
Согласно U.S. News & World Report’s «America’s Best Hospitals 2009-10» этот медицинский комплекс занял № 1 в США в направлении гериатрия и № 5 — гастроэнтерология.

## История
Учреждение основано в 1852 году американским филантропом, ортодоксальным евреем Сампсоном Симсоном.
Госпиталь был основан как лечебное учреждение, призванное удовлетворить медицинские нужды растущего еврейского населения, испытывавшего в то время дискриминацию в Нью-Йорке. Для первых пациентов больница была открыта 5 июня 1855 года в здании на 28-й стрит на Манхэттене. После начала боевых действий туда поступали раненые с фронтов Гражданской войны. В 1866 году учреждение изменило своё название, а в 1872 году переехало в здание на Лексингтон-авеню, между 66-й и 67-й улицей.
Среди известных медиков, работавших в этом учреждении, — Генри Н. Хайнеман, Фредерик С. Мандельбаум, Чарльз А. Эльсберг, Эмануэль Либман, Авраам Якоби.
На протяжении XX века подготовкой персонала занимался колледж Mount Sinai Hospital School of Nursing, выпустивший около 5 тысяч специалистов. Важную роль в подготовке лечебного персонала колледж Маунт-Синай играл в годы Второй мировой войны.
В 1963 году была основана Школа медицины Маунт-Синай. В 1974 году был создан Центр здоровья подростков. В 1982 году создан департамент по гериатрии — первый подобный институт среди американских медучреждений. В 1992 году основан департамент по генетике человека.